# Mycoplasma gateae
Mycoplasma gateae è una specie di batterio appartenente alla famiglia delle Mycoplasmataceae.